# Долішній Балван
Долішній Балван (мак. Долни Балван) — село у Північній Македонії, яке входить до общини Карбинці, що в Східному регіоні країни.
Громада складається з 358 осіб (перепис 2002): за національністю —всі македонці. Село розкинулося в низинній місцевості (середні висоти — 271 метрів), яку македонці називають Овче поле.